# Koninklijke Bene Merenti Orde

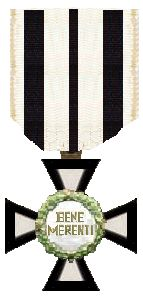
Ridderkruis

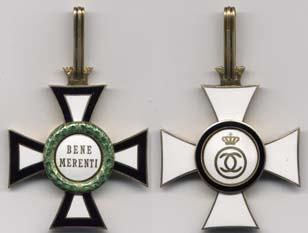
Voor- en keerzijde van een commandeurskruis

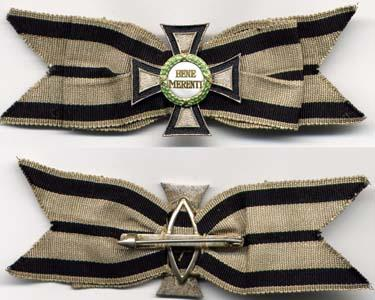
Versiersel voor dames

De Orden Bene Merenti werd op 9 augustus 1932 door Friedrich van Hohenzollern-Sigmaringen, de chef van het Huis Hohenzollern-Sigmaringen ingesteld. De vorst, een telg uit een voorheen regerend geslacht, was volgens geldend orderecht gerechtigd om een dergelijke ridderorde in te stellen.
Zoals de naam "Bene Merenti" al aangeeft zou het om goede werken, dus liefdadigheid moeten gaan. Duitsland was door een zware economische crisis getroffen en er zou naast de Johanniterorde ruimte en behoefte zijn voor een tweede charitatieve ridderlijke orde.
De vorst dacht aan een orde met graden als Ereleden (de prinsen uit zijn huis), Rechtsridders, Commandeurs en Ereridders. Er zouden ook Ridders, Eredames, Rechtsdames en Dames zijn. De vorst en zijn echtgenote zouden de "Herrenmeister" en "Damenmeisterin" zijn. In de statuten waren ook ontwerpen voor kruisen opgenomen. De vier stichters, de vorst en vorstin en twee familieleden, lijken zich in januari 1933 te hebben bedacht. Zij hebben dozen vol versierselen laten maken en misschien ook een rechtsridder benoemd maar het project werd afgeblazen op het moment dat de NSDAP van Hitler de macht overnam.
Hitler verbood de Duitse vorsten na enige tijd om hun huisorden nog langer aan Duitse onderdanen te verlenen. Het project bleef daarom in de voorbereiding steken. Een lid van het Huis Hohenzollern-Sigmaringen, de Roemeense koning Carol II stichtte op 15 december 1935 op zijn beurt een Koninklijke Bene Merenti Orde of "Bene Merenti Orde van het Regerende Huis" met vier graden voor heren en drie graden voor dames. Deze orde bestond tot 8 maart 1940 en werd toen een charitatieve Roemeense "Orde van Sint-Jan".
Toen Carol I in 1876 als regerend prins de Roemeense kroon besteeg kende hij de door zijn vader Carl Anton van Hohenzollern-Sigmaringen in 1857 ingestelde Medaille Bene Merenti. Op 20 februari/6 maart 1876 werd ook in Roemenië een Medaille Bene Merenti gesticht. De medaille werd in twee graden, goud en zilver, voor verdienste op allerlei gebied zoals kunst en landbouw aan Roemenen en vreemdelingen verleend en aan een purperen lint met een zilveren rand gedragen. De medaille werd op 19 juli 1931 afgeschaft en vervangen door een serie ridderorden voor culturele en agriculturele verdiensten.
Een in mei 1940 ingesteld Bene Merenti Kruis voor Hulp aan Drenkelingen werd wel ingesteld. maar nooit verleend Hetzelfde lot trof de drie in december 1935 ingestelde Bene Merenti Medailles. van het Koninklijk Huis
In een decreet van 16 december 1935 heeft Carol II de Koninklijke Bene Merenti Orde gesticht. Roemenië was in die dagen een dictatuur met fascistische trekken en de wettelijke regels werden door de autoritaire koning niet in acht genomen. De koning handelde waar het zijn ordestichtingen en verleningen betreft liefst Proprio Motu en dus zonder inmenging van parlement en ministers.
Er kwamen vier graden voor heren en drie voor dames. In een decreet van 26 november 1937 werden de optionele zwaarden aan de orde toegevoegd.
De versierselen in Roemenië geleken sterk op de Hohenzollern-versierselen.
Op 6 september 1940 moest Carol II aftreden. De nieuwe sterke man in Roemenië, Maarschalk Ion Antonescu heeft de ongrondwettig gestichte orden van Carol II weer afgeschaft.

## Voetnoten
1. ↑  Volgens Roemeense bron op 16 december
2. ↑  Koninklijk Decreet no. 314
3. ↑  Royal Decree no. 2684
4. ↑  High Decision no. 2/8, March 1940, Monitorul Oficial no. 76/29.
5. ↑  Bron: Decoratii Românesti De Razboi (1860-1947)
6. ↑  Royal Decree no. 2836-16 December 1935, Monitorul Oficial no. 293/20 December, 1935.
7. ↑  Dragos Pusca en Victor Nitu op